# Александров, Юрий Владимирович (архитектор)
Юрий Владимирович Александров (28 апреля [11 мая] 1910 — 30 ноября 1976, Москва) — советский архитектор, график, графический дизайнер.

## Биография
Родился 28 апреля (11 мая) 1910 года в дворянской семье. Его отец служил городским архитектором в России и Польше.
В 1929 году поступил в Академию Художеств в Ленинграде но в силу дворянского происхождения был отчислен. Затем поступил в Высший архитектурно строительный институт (с 1933 — Московский архитектурный институт), параллельно поступил работать в мастерскую академика архитектуры А. В. Щусева. Принял участие в создании конкурсного проекта Дворца Советов, участвовал в проектировании интерьеров гостиницы «Москва». Окончил институт в 1935 году.
В 1936 году был арестован, осуждён по статье 58-10. В лагерях НКВД отбывал наказание на строительстве Беломорско-Балтийского канала. В 1939 году был оправдан судом, и освобождён при личном вмешательстве Н. К. Крупской.
Участвовал в Великой Отечественной войне. С декабря 1944 служил в качестве главного инженера Жилищно-строительного района Балтвоенморстроя, за что был награждён медалью «За боевые заслуги». После окончания войны был направлен на демонтаж предприятий, производивших комплектующие для ракет ФАУ-2 в Саксонии[уточнить].
В 1946 году вернулся из Германии в Москву. С конца 1940-х работал в Москве художником-графиком, иллюстратором журналов мод «Ткань и одежда», «Женщина», «Страницы моды» — советских журналов мод, которые издавались столичными универмагами (ГУМ и ЦУМ). Член Союза архитекторов СССР с 1948 года.
В 1970-х в сотрудничестве с Домом моделей спортивной одежды на Пятницкой улице, 59, создавал модели спортивной одежды и оформлял журналы, в частности «Мода и Спорт», последним стал журнал «Мода и Спорт — 77» (вышел после смерти Александрова).
Сын — Всеволод Александров (1936—2010), живописец, график.

## Архитектурные работы
- 1930—1935 — участие в разработке внутренней отделки гостиницы «Москва»;
- 1932 год — участие в работе над проектом Дворца Советов.
- 1936—1938 — гостиница в г. Сегежа и ряд объектов соцгорода.
- 1947 — проект детского санатория в Евпатории.
- 1948—1949 — Гипролегпром, проект общесоюзного дома моделей.
- 1966—1967 — постройка творческой мастерской Замоскворечье.

## Графика и оформление
- Журналы мод 1949—1964 — ЦУМ. По заказу Главунивермага Министерства Торговли СССР
- Журналы мод 1964—1967 — Дом Тканей.
- Журналы мод 1967—1976. Дом моделей спортивной одежды

## Выставки
- 1975 — Пятая Республиканская Художественная Выставка «Советская Россия».

## Награды
- «За боевые заслуги» 1945 г., медаль.
- «За победу над Германией», 1946 г., медаль.
- «50 лет Вооруженных сил СССР», 1968 г., медаль.
- «30 лет победы в Великой Отечественной войне, 1941—1945» 1976 г., медаль.
- Почетная медаль за участие в 5-й республиканской выставке «Советская Россия», 1975 г